# Паша
Паша (тур. paşa, првобитно başa — „поглавар“) је титула високих војних и цивилних достојанственика у Османском царству, која се стављала иза властитог имена: Мехмед-паша, Омер-паша.
Постојала су три степена те части:
- паша са једним тугом.[1] звао се мири-лива (бригадни генерал) у грађанској управи санџакбег;
- паша са два туга је ферик (дивизијски генерал), цивилно беглербег (управник пашалука или ејалата);
- паша са три туга је мушир (маршал), а капудан-паша (адмирал).

У Републици Турској титула паша се давала генералима и маршалима, али је укинута 1934. године.
У пренесеном значењу то је безобзиран, набусит господар, човек заповедничког понашања.
Неки од познатих паша су: Талат-паша, Омер-паша Латас, Мехмед-паша Соколовић, Али-паша Гусињски, Махмуд-паша Абоговић, Петар Ћуда-Мустафа-паша, Дамад Али-паша, Есад-паша Топтани, Махмуд-паша Бушатлија, Софи Синан-паша, Коџа Синан-паша, Махмуд-паша Ротља, Џелал-паша Зогољ...
Иван Јастребов пише да је велики број паша био српског порекла због чега је и српски језик на османском двору био "у моди".